# Прва Мезија
Прва Мезија, односно Мезија Прима (лат. Moesia Prima) је била римска провинција, која је настала у време цара Диоклецијана (284—305), када је дотадашња провинција Горња Мезија (лат. Moesia Superior) подељена на две нове покрајине. Тако су настале: провинција Прва Мезија (на северу) и провинција Дарданија (лат. Dardania) на југу. Главни град Прве Мезије био је Виминацијум. Као римска, а потом и византијска провинција, Прва Мезија је опстала све до почетка 7. века, када су је освојили Авари и Словени.

## Историја
Провинција Прва Мезија је створена крајем 3. века током административних реформи римског цара Диоклецијана (284–305), који је дотадашњу провинцију Горњу Мезију поделио на две одвојене провинције: Прву Мезију на северу и Дарданију на југу.
Цар Диоклецијан је током 293. године лично допутовао у тадашњу Горњу Мезију, дошавши у Виминацијум. Током те посете створио је нову провинцију, која је названа Првом Мезијом (Мезија Прима). У појединим изворима, помиње се и описни назив Мезија Маргенсис (лат. Moesia Margensis), што се односило на реку Маргус (лат. Margus / Велика Морава).
У прво време, провинција Прва Мезија припадала је Дијецези Мезији, која је за време цара Константина I (306–337) подељена на два дела, те су тако настале: Дијецеза Дакија на северу и Дијецеза Македонија на југу. Приликом те поделе, провинција Прва Мезија је ушла у састав Дијецезе Дакије, која је припадала преторијанској префектури Илирик.
Римски цар Јовијан (363-364), који је поново успоставио хришћанство као религију Римског царства, рођен је у Првој Мезији, односно у Сингидунуму (данашњи Београд). У својој раној каријери, каснији римски цар Теодосије I (379-395) служио је око 373. године као војни заповедник Прве Мезије. Римски цареви Теодосије I и Грацијан састали су се 382. године у Виминацијуму, главном граду Прве Мезије, за време Готског рата.
Подунавска граница Прве Мезије била је заштићена утврђењима у саставу римског лимеса. У провинцији су биле смештене две римске легије: Легија IV Флавија у Сингидунуму и Легија VII Клаудија у Виминацијуму. Епиграфски и наративни извори сведоче да је у јавном животу на подручју Прве Мезије преовладавала употреба латинског језика.
Као погранична покрајина, Прва Мезија је у време Велике сеобе народа била под сталном претњом варварских инвазија. Средином 5. века, покрајину су опустошили Хуни, који су 441. године похарали Сингидунум и Виминацијум. У покрајину су касније упадали разни германски народи, као што су Готи, Гепиди и Херули.
За време владавине цара Јустинијана I (527–565) предузети су знатни напори у циљу боље одбране ове покрајине. Тада су додатно утврђени Виминацијум и Сингидунум. Када је исти цар 535. године створио нову Архиепископију Јустинијану Приму са седиштем у истоименом граду (лат. Iustiniana Prima / Царичин Град, код данашњег Лебана у Србији), тој архиепископији је додељена црквена надлежност над свим провинцијама Дијецезе Дакије, укључујући и провинцију Прву Мезију.
Током 6. века, у Прву Мезију су у више наврата проваљивали Словени. Покрајина је такође нападана од Авара, који су током рата (582-584) заузели Сингидунум и Виминацијум. За време војних похода цара Маврикија (584-602) против Авара и Словена, Прва Мезија је служила као база војних операција. После свргавања цара Маврикија (602) византијска одбрана у Првој Мезији је доживела потпуни крах. Недуго потом, Авари и Словени су заузели и разорили Сингидунум и Виминацијум. Провинција Прва мезија је престала да постоји, а на њеном подручју су се током владавине цара Ираклија I (610-626) населили Срби.